# Studio Khara
Акционерная компания «Хара» (яп. 株式会社カラー Кабусики-гайся Кара:) — компания, размещающаяся в Японии. Основана Хидэаки Анно 17 мая 2006 года для работы над аниме. Название происходит от греческого слова χαρα — «радость». Автором является Моёко Анно, которая также написала текст логотипа.

## История
В 2007 году Хидэаки Анно ушёл из Gainax, желая сосредоточиться над собственными проектами. В итоге вышло так, что хотя он и отделился, создав свою студию «Xapa», туда перешли всё те же гайнаксовские сотрудники: Кадзуя Цурумаки, Ёсиюки Садамото, Синдзи Хигути, Сиро Сагису. Каким бы ни было название, они неразрывно связаны. С 2007 года Studio Khara и Gainax сотрудничали в выпуске Rebuild of Evangelion.
В 2014 году лицензия на продукцию Евангелиона перешла от Gainax к Хидэаки Анно и его компании Khara. Однако депрессия режиссёра, съёмки фильма «Годзилла: Возрождение», финансовые разногласия и судебные издержки с Gainax отодвинули производственный процесс Evangelion: 3.0+1.0 на 2020 год, а из-за пандемии COVID-19 прокат фильма пришлось сместить на 2021 год.
Многомиллионная сделка с Netflix по показу знаменитого сериала и двух фильмов состоялась в 2018 году и предоставила возможность потоковой трансляции «Евы» для широкой аудитории за пределами Японии.
30 июля 2019 года было объявлено, что Khara и Project Studio Q намерены полностью перейти на свободный инструмент Blender, который уже частично использовался при создании Evangelion: 3.0+1.0. Ранее применялся Autodesk 3ds Max по подписке. Причина в том, что производственная работа ведётся совместно с другими компаниями, многие из которых являются малыми или средними, поэтому 3ds Max им просто не по карману (ежегодная плата на одного пользователя составляет 254880 иен = 2401,02 долларов, что дорого для 20—30 сотрудников с небольшим бюджетом). Изначально Blender считался инструментом для начинающих или студентов, но одним из его преимуществ является открытый исходный код, то есть любой пользователь может разрабатывать и добавлять в программу свои функции. Там, где Blender не сможет удовлетворить потребности, вопросы будут решать с помощью Unity. По мнению директора Хироясу Кобаяси, этого достаточно, чтобы покрыть необходимость в 3ds Max и Maya.
16 октября 2019 года был задержан 35-летний Нориаки Инукаи из Окаямы за многочисленные угрозы в адрес Studio Khara. Он отправлял сообщения в духе «умрите» или «вам повезёт, если нечто, случившееся с Kyoto Animation, не произойдёт с вами». Инукаи считал, что авторские права на аниме студии принадлежат ему, и разозлился из-за того, что не получил официальный ответ по электронной почте.
5 декабря 2019 года полиция арестовала Томохиро Маки, одного из директоров Gainax, за фотографирование в обнажённом виде и приставание к несовершеннолетней девушке-сэйю. В ответ Khara выпустила официальное заявление, что Хидэаки Анно и Кадзуя Цурумаки не связаны с подозреваемым, который не работал с ними над сериалом и фильмами франшизы «Евангелион», а компания не имеет деловых отношений с Gainax и до сих пор добивается возврата займа по финансовому делу 2016 года. Также было подчёркнуто, что данный инцидент не повлияет на предстоящий выпуск Evangelion: 3.0+1.0.
28 декабря 2020 года были опубликованы рекомендации для фанатских произведений по франшизе «Евангелион», где аудиторию просили воздержаться от политической, расовой, национальной и религиозной вражды, чрезмерной гротескности и жестокости, а также порнографии, на чём некоторые люди зарабатывали. Khara добавила, что это призыв, а не цензура. В ответ автор хентайных изображений Накаёхи Могудан заявил, что прекращает рисовать Рей Аянами.
13 мая 2021 года Khara разместила предупреждение на японском, английском и китайском языках насчёт клеветы и угроз в адрес сотрудников, занимавшихся производством «Евангелион: 3.0+1.01, и пригрозила нарушителям обращением в полицию и суд. Однако подробностей, кто отправлял сообщения и какие неверные толкования появлялись в прессе, не сообщалось. 16 мая 2021 года последовало короткое разъяснение, что проблема касалась, в частности, несуществующих планов Хидэаки Анно по работе над новым аниме, а также ложных интервью сотрудников студии для еженедельных журналов или онлайн-статей. 17 мая 2021 года Studio Khara исполнилось 15 лет, представительный директор Анно поздравил всех работников, актёров и поклонников с юбилеем и заявил, что хочет продолжать выпускать интересные работы и чтобы компания оставалась полезной для анимации и общества.
В производстве «Евангелион: 3.0+1.01» была задействована виртуальная камера, способная фотографировать 3D-пространство на основе захвата движений, использовавшая Unity, Node.js и Steam VR. Аппаратное обеспечение включало HTC Vive, игровой контроллер Joy-Con и iPhone. Система работала на процессоре Xeon и видеокарте Nvidia Geforce RTX 2070 (частично с GTX 1070).
5 июля 2021 года Khara объявила о наборе разработчиков трёхмерной графики со знанием следующих инструментов и приложений: TypeScript, React, Material-UI, Next.js, NestJS, OpenAPI или GraphQL, TypeORM или Prisma, axios, Jest, ESLint, Prettier, webpack, Electron, AG Grid, MySQL и Redis. Учитывая вакансии для системных инженеров, в 2022 году компания использует Blender, Unity, Autodesk (3dsMax, Maya, MotionBuilder) и Adobe (Premire Pro, After Effects). В 2023 году при создании бонусного видео для Blu-ray и DVD Evangelion: 3.0+1.0 применялся плагин Pencil+ 4 Line для Blender. В 2024 году в требованиях для сотрудников цифрового отдела упомянута программа Nuke.
7 июня 2024 года Gainax объявила о банкротстве, поэтому Studio Khara в официальном заявлении прокомментировала, что знала об управленческих проблемах и наличии долгов, Анно выражал обеспокоенность по поводу руководства и вносил предложения по улучшению ситуации. Но полностью погасить задолженность не удалось, несмотря на содействие в реформировании после 2019 года. Бывшим сотрудникам и партнёрам очень жаль, что аниме-студия с почти сорокалетней историей так прекратила своё существование. Право собственности и торговая марка Gainax (за исключением Gaina и других наименований, с которыми нет лицензионного соглашения) приобретены и управляются Studio Khara.
В 2024 году Studio Khara сообщила о приобретении у компании Voyager Holdings Co., Ltd. прав на экранизацию Space Battleship Yamato, производство фильма планировалось начать в 2025 году.

## Основные работы
- «Евангелион по новому»

1. «Евангелион 1.11: Ты (не) один», 2007 год. Продолжительность: 98 минут.
2. «Евангелион 2.22: Ты (не) пройдёшь», 2009 год. Продолжительность: 90 минут.
3. «Евангелион 3.33: Ты (не) исправишь», 2012 год. Продолжительность: 90 минут.
4. «Евангелион: 3.0+1.01: Как-то раз», 2021 год. Продолжительность: 155 минут.

- The Dragon Dentist, 2017 год.
- Ochibi-san, 2023 год[30].
- Sugar Sugar Rune Les deux sorcières, TBA[31]

## Совместные работы
- Giant God Warrior Appears in Tokyo, 2012 год, совместно со студией «Гибли».
- Japan Animator Expo, 2014—2015 годы.
- «Мэри и ведьмин цветок», 2017 год.
- «Новый Ультрамен», 2022 год, совместно с Toho и Tsuburaya Productions[32][33]
- Mobile Suit Gundam GQuuuuuuX, 2025 год, совместно с Sunrise[34].

## Производственное сотрудничество
- «Гуррен-Лаганн», 2007 (анимация движения в 24 серии I Will Never Forget This Minute, This Second)
- «Рыбка Поньо на утёсе», 2008 (анимация)
- Mobile Suit Gundam 00 the Movie: A Wakening of the Trailblazer, 2010 (спецэффекты)
- «Легенды Хало», 2010 (компьютерная графика в 7 серии Odd One Out)
- Ghost in the Shell: Stand Alone Complex Solid State Society 3D, 2011 (компьютерная анимация)
- «Со склонов Кокурико», 2011 (сотрудничество в анимации)
- The Princess and the Pilot, 2011 (особая благодарность)
- «Ветер крепчает», 2013 (помощь с анимацией)
- «Остров Джованни», 2014 (анимация движения)
- Omoide no Marnie, 2014 (содействие в анимации)
- «Город, в котором меня нет», 2016 (фазовка во 2 серии Palm of the Hand)
- Darling in the Franxx, 2018 (спецэффекты)
- «Бэтмен-ниндзя» , 2018 (помощь с компьютерной графикой, композитинг, производственная поддержка)
- «Промар», 2019 (компьютерная анимация)
- «Красавица и дракон», 2021 (компьютерная анимация)
- Adam by Eve: A Live in Animation, 2022 (анимация)[35]
- «Кайдзю № 8», 2024 (дизайн)[36]